# Poa schistacea
Poa schistacea là một loài thực vật có hoa trong họ Hòa thảo. Loài này được Edgar & Connor miêu tả khoa học đầu tiên năm 1999.